# Emil Jönsson

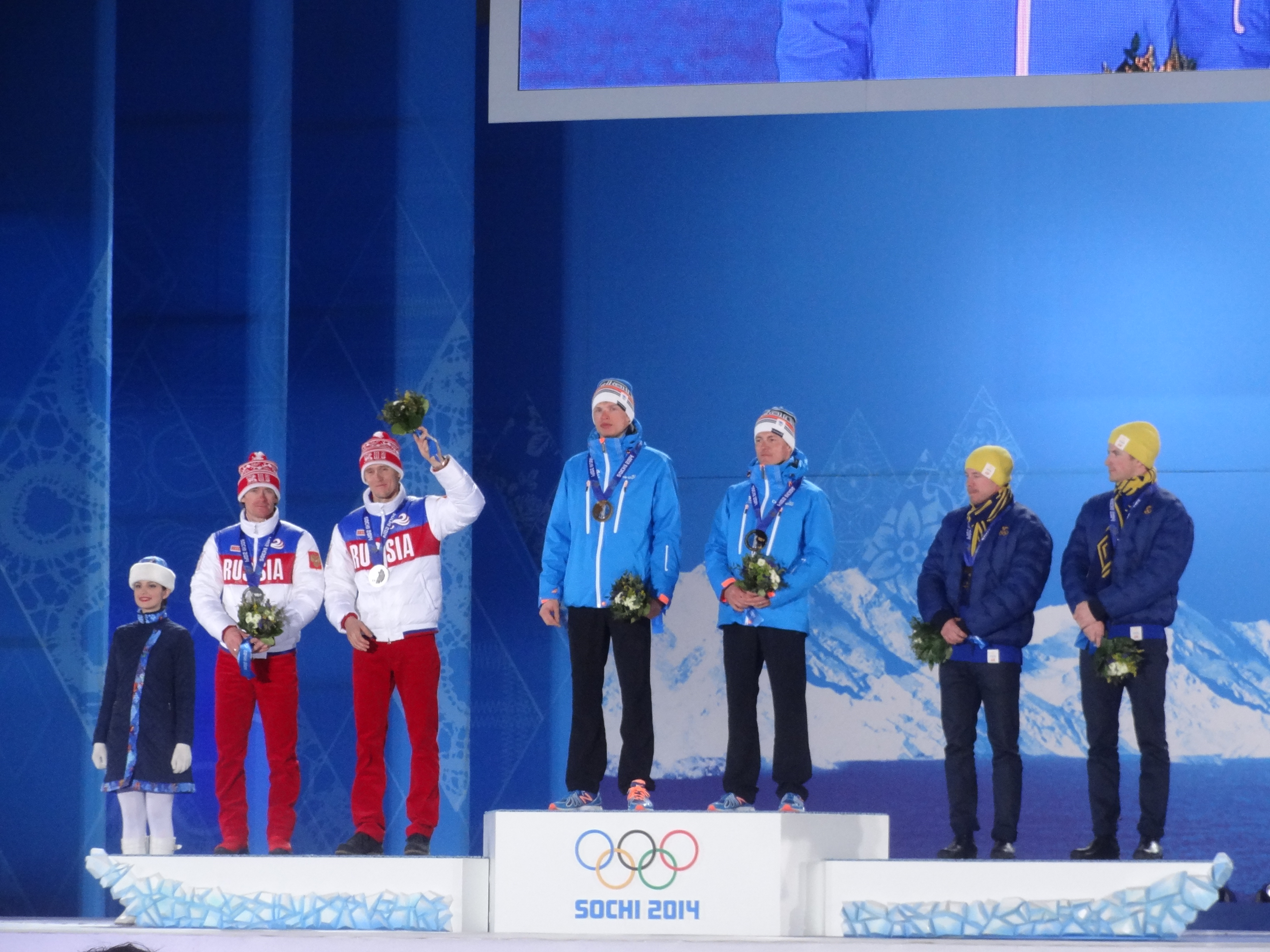
Jönsson (tweede van rechts) tijden de Olympische Winterspelen 2014 in Sotsji.

Karl Emil Jönsson (Årsunda, 15 augustus 1985) is een Zweedse langlaufer die is gespecialiseerd op de sprint. Hij vertegenwoordigde zijn vaderland op de Olympische Winterspelen 2010 in Vancouver en op de Olympische Winterspelen 2014 in Sotsji.

## Carrière
Jönsson maakte in februari 2004 in Stockholm zijn wereldbekerdebuut, eind 2005 scoorde hij in Nové Město zijn eerste wereldbekerpunten. In november 2006 finishte de Zweed in Borlänge voor de eerste maal in zijn carrière in de toptien van een wereldbekerwedstrijd. In Sapporo nam Jönsson deel aan de wereldkampioenschappen langlaufen 2007, op dit toernooi eindigde hij als zesde op de sprint. Enkele weken na het WK stond hij in Stockholm voor het eerst op het wereldbekerpodium. In januari 2008 boekte de Zweed in Canmore zijn eerste wereldbekerzege. Tijdens de pre-olympische wedstrijden in Whistler won Jönsson zowel de sprint als de teamsprint. Op de wereldkampioenschappen langlaufen 2009 in Liberec eindigde de Zweed als dertiende op de sprint, samen met Mats Larsson eindigde hij als zesde op het onderdeel teamsprint. Tijdens de Olympische Winterspelen van 2010 in Vancouver eindigde hij als zevende op de sprint. In het seizoen 2009/2010 won Jönsson de wereldbeker sprint.
Op de wereldkampioenschappen langlaufen 2011 in Oslo veroverde de Zweed de bronzen medaille op sprint, op de teamsprint eindigde hij samen met Jesper Modin op de zevende plaats. In het seizoen 2010/2011 prolongeerde hij de eindzege in de wereldbeker sprint. In Val di Fiemme nam Jönsson deel aan de wereldkampioenschappen langlaufen 2013. Op dit toernooi eindigde hij als vierde op de sprint, samen met Marcus Hellner sleepte hij de zilveren medaille in de wacht op de teamsprint. In het seizoen 2012/2013 won de Zweed voor de derde maal in zijn carrière de wereldbeker sprint. Tijdens de Olympische Winterspelen van 2014 in Sotsji behaalde hij de bronzen medaille op de sprint, op de teamsprint legde hij samen met Teodor Peterson beslag op de bronzen medaille.
Op de wereldkampioenschappen langlaufen 2017 in Lahti eindigde Jönsson als zestiende op de 15 kilometer klassieke stijl, samen met Teodor Peterson eindigde hij als achtste op de teamsprint.

## Resultaten

### Olympische Winterspelen
| Jaar | Plaats    | Resultaten                                          |
| ---- | --------- | --------------------------------------------------- |
| 2010 | Vancouver | 7e Sprint (klassieke stijl)                         |
| 2014 | Sotsji    | Sprint (vrije stijl) · Teamsprint (klassieke stijl) |

### Wereldkampioenschappen
| Jaar | Plaats        | Resultaten                                                       |
| ---- | ------------- | ---------------------------------------------------------------- |
| 2007 | Sapporo       | 6e Sprint (klassieke stijl)                                      |
| 2009 | Liberec       | 13e Sprint (vrije stijl) 6e Teamsprint (klassieke stijl)         |
| 2011 | Oslo          | Sprint (vrije stijl) · 7e Teamsprint (klassieke stijl)           |
| 2013 | Val di Fiemme | 4e Sprint (klassieke stijl) · Teamsprint (vrije stijl)           |
| 2017 | Lahti         | 16e 15 kilometer klassieke stijl 8e Teamsprint (klassieke stijl) |

### Wereldbeker
Eindklasseringen
| Seizoen   | Algm | DI   | SP     | TdS |
| --------- | ---- | ---- | ------ | --- |
| 2005/2006 | 177e | -    | 77e    | -   |
| 2006/2007 | 20e  | -    | Brons  | -   |
| 2007/2008 | 15e  | -    | Zilver | -   |
| 2008/2009 | 28e  | -    | 7e     | -   |
| 2009/2010 | 6e   | 61e  | Goud   | DNF |
| 2010/2011 | 6e   | 36e  | Goud   | DNF |
| 2011/2012 | 33e  | 81e  | 8e     | 41e |
| 2012/2013 | 7e   | 33e  | Goud   | DNF |
| 2013/2014 | 45e  | 109e | 14e    | -   |
| 2014/2015 | 48e  | 79e  | 17e    | DNF |
| 2015/2016 | 47e  | 62e  | 25e    | DNF |
| 2016/2017 | 39e  | 60e  | 26e    | -   |
| 2017/2018 | 54e  | -    | 21e    | -   |

Wereldbekerzeges
| Datum            | Plaats        | Onderdeel                |
| ---------------- | ------------- | ------------------------ |
| 26 januari 2008  | Canmore       | Sprint (vrije stijl)     |
| 16 januari 2009  | Whistler      | Sprint (klassieke stijl) |
| 4 januari 2010   | Praag         | Sprint (vrije stijl) TdS |
| 17 januari 2010  | Otepää        | Sprint (klassieke stijl) |
| 6 februari 2010  | Canmore       | Sprint (klassieke stijl) |
| 11 maart 2010    | Drammen       | Sprint (klassieke stijl) |
| 13 november 2010 | Bruksvallarna | Sprint (vrije stijl)     |
| 4 december 2010  | Düsseldorf    | Sprint (vrije stijl)     |
| 12 december 2010 | Davos         | Sprint (vrije stijl)     |
| 20 februari 2011 | Drammen       | Sprint (vrije stijl)     |
| 13 maart 2011    | Lahti         | Sprint (klassieke stijl) |
| 16 maart 2011    | Stockholm     | Sprint (klassieke stijl) |
| 4 maart 2012     | Lahti         | Sprint (klassieke stijl) |
| 8 december 2012  | Quebec        | Sprint (vrije stijl)     |
| 15 december 2012 | Canmore       | Sprint (vrije stijl)     |
| 9 maart 2013     | Lahti         | Sprint (vrije stijl)     |

*TdS = Etappezege in de Tour de Ski